# Gulf, Mobile and Ohio Railroad
 (janvier 2022).
Le Gulf, Mobile and Ohio Railroad (sigle AAR: GMO) était un chemin de fer américain de classe I qui opérait dans le centre des États-Unis. À la suite de plusieurs fusions, il finit par relier Chicago, à Mobile, et La Nouvelle-Orléans, Louisiane, avec des embranchements permettant de desservir Kansas City, Memphis, Tennessee, Birmingham et Montgomery, Alabama.

## Histoire

### Les origines

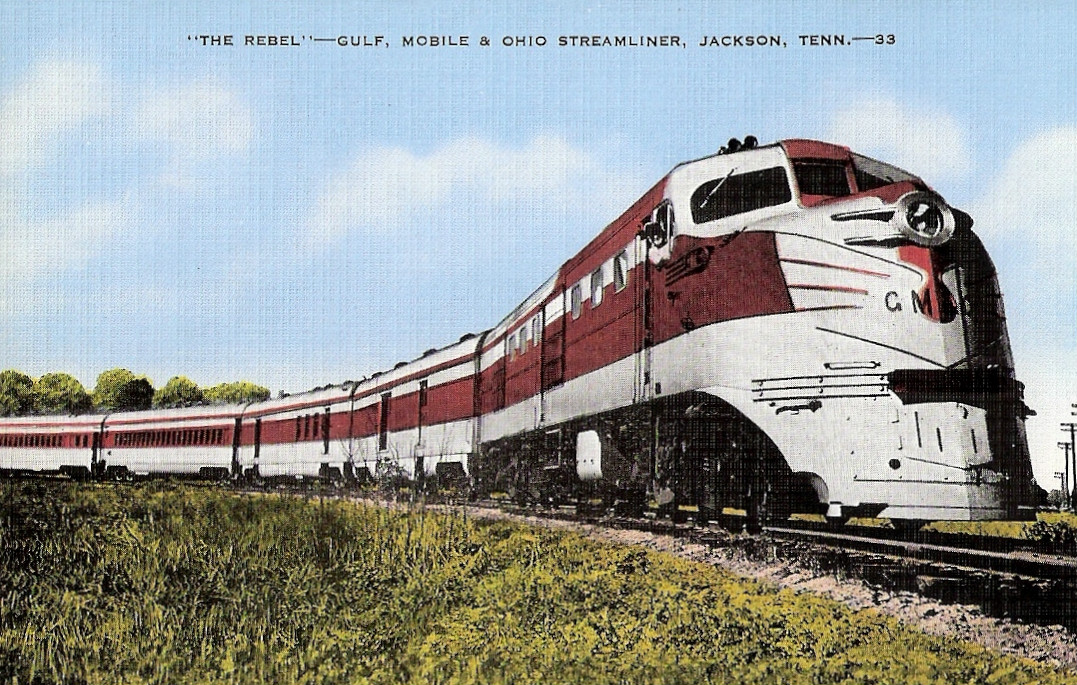
The Rebel, train de passagers du GM&O

Il est créé en 1938 pour acheter et fusionner deux compagnies : la Gulf, Mobile and Northern Railroad (issu de la réorganisation en 1917 du New Orleans, Mobile and Chicago, créé en 1890), et la Mobile and Ohio Railroad (créé en 1852). L'opération s'achève en 1940. Les premières lignes allaient de Chicago à Mobile, Alabama et à Kansas City.
En 1947, le GM&O fusionne l'Alton Railroad et en 1958, le service voyageur est arrêté au sud de St. Louis.

### La fin de l'indépendance
Le 10 août 1972, il fut racheté par l'Illinois Central Railroad (IC) qui se renomma Illinois Central Gulf Railroad. Le réseau résultant, situé au centre des États-Unis sur un axe nord-sud, mesurait 15450 km.
Le 29 février 1988, la compagnie reprit son ancien nom Illinois Central Railroad. En 1996, les portions redondantes du réseau, qui incluaient une bonne partie de l'ancien GM&O, furent revendues à d'autres compagnies.
Le Canadien National (CN) prend le contrôle de l'IC le 11 février 1998, et le fusionne le 1er juillet 1999.

### Sources
- « "Corporate Family Tree/Flow Chart". »
- « The GM&O Historical Society, Inc. » Retrieved 2006-04-21.